# Eniaetok
Eniaetok är en ö i Marshallöarna.   Den ligger i kommunen Rongelap, i den nordvästra delen av Marshallöarna, 700 km nordväst om huvudstaden Majuro. Arean är 0,68 kvadratkilometer.
Terrängen på Eniaetok är mycket platt. Öns högsta punkt är 13 meter över havet. Den sträcker sig 2,3 kilometer i nord-sydlig riktning, och 0,7 kilometer i öst-västlig riktning.